# Bezlotoxumab
Le bezlotoxumab est un anticorps monoclonal dirigé contre la toxine B du clostridium difficile et utilisé comme médicament pour éviter la récidive des infections à ce germe. Le nom de spécialité donnée par Merck Sharp & Dohme Corp pour cette molécule est Zinplava.L'agence américaine des médicaments « FDA » a approuvé ZINPLAVA le 21 octobre 2016 pour prévenir les rechutes d'infection à Clostridium difficile.L'agence européenne du médicament a autorisé bezlotoxumab le 22 novembre 2016 

## Mode d'action
Il se fixe sur un site de la toxine B, empêchant sa fixation sur les cellules cibles.

## Efficacité
En association avec la vancomycine ou le métronidazole, ou utilisé seul, il diminue le taux de récidive d'une infection à clostridium difficile.